# Honda Prelude
Pour les articles homonymes, voir Prélude (homonymie).
La Honda Prelude est un coupé sportif produit par le constructeur japonais Honda entre 1978 et 2001. Ce coupé deux portes a été décliné en cinq générations. Concurrente de la Toyota Celica, coupé sportif 4 cylindres apparu quelques années avant la Prelude, elle fait face aux autres Nissan Silvia, Isuzu Impulse, Mitsubishi FTO (en), Mitsubishi Cordia (en), Ford Probe et Mazda MX-6.
Cette voiture a été classée plusieurs fois dans les dix meilleures voitures par le magazine Car and Driver.

## Première génération (1978 - 1982)
Reprenant la base de la Honda Civic 2e génération, la Honda Prelude première génération a été lancée le 24 novembre 1978. On retrouve d'ailleurs cette parenté sur la face avant de la Prelude. Concurrente à sa sortie de la Toyota Celica, cette génération et les suivantes furent le fer de lance des coupés sportifs Honda pendant des années jusqu'à l'apparition de la Honda NSX en 1991. Bien que le train roulant soit celui de la Honda Accord, la Prelude a su se démarquer en tant que coupé deux portes avec une silhouette assez basse (4,09 m de long pour 1,29 m de haut). Ce modèle a remporté un plus grand succès à l'étranger qu'au Japon en réalisant 80 % de ses ventes hors Japon. Environ 313 000 exemplaires de la première génération ont été produits dont 171 829 destinés au marché américain.
Côté intérieur, l'habitacle est accueillant et très confortable, agrémenté d'originalité.
Sa planche de bord avec son compte-tours et son compteur de vitesse concentriques en font partie.
L'emplacement du tuner de l'auto-radio est une molette disposée sur la gauche du tableau de bord, ne manque pas non plus de surprendre.
Horloge à affichage numérique sur le tableau de bord, bouton de réglage de l'intensité d'éclairage pour le compteur et commande d'ouverture de coffre située sur le siège conducteur sont autant d'agrément à la conduite.
À son lancement, quatre finitions sont disponibles au catalogue : E, XE, XT et XR.
La E et XE reçoivent la direction assistée (une première, montée de série sur un moteur de moins de 2,0 L de cylindrée) tandis que seule la version XE, dite de « luxe », reçoit les vitres électriques.
Les versions XT et XR reçoivent, quant à elles, un habillage plus « sportif » (design de la grille et de la calandre modifié) et ne dispose pas des vitres électriques.
La XT, à l'équipement limité, tranche avec la XR plus cossue et munie de pneu large à taille basse (rare pour l'époque), de jantes en aluminium, quatre haut-parleurs, etc.
Honda proposa également en options une sellerie cuir Connolly très raffinée.
Ce qui frappa le plus dans cette nouvelle voiture de la marque, c'est le toit ouvrant entièrement électrique. Une première au pays du soleil levant.
Les rétroviseurs latéraux fixés sur les ailes, au plus grand bonheur des puristes, ne seront disponibles que sur les versions japonaises, au grand dam des Européens.
Un porte-bagages chromé disposé sur le coffre du véhicule voit également le jour au catalogue des options.

### Caractéristiques
Un seul moteur est disponible, le 1,6 L SOHC de 80 ch à carburateur. Disposant de 4 cylindres et de 8 soupapes, codé EK, il bénéficie de la technologie CVCC (réduisant les émissions polluantes) qui équipait déjà les premières Honda Civic.
Le moteur EK fait usage d'un refroidisseur d'huile moteur et d'un système d'allumage à transistor commandé.
Deux types de transmission :
- une boite manuelle 5 rapports
- une boite semi-automatique 2 vitesses (Hondamatic) avec système overdrive

La suspension est, quant à elle, indépendante aux quatre roues grâce au système MacPherson à l'avant et d'une suspension arrière composée de l'entretoise Chapman, mise en place sur Lotus par Colin Chapman fondateur de la marque anglaise.
Tout comme l'Accord et la Civic, elle est dotée d'une carrosserie de type « mono-coque », mise en place comme une structure à deux piliers pour augmenter la rigidité.
Les pneus de 13 pouces disposent de disques de frein pleins à l'avant et de tambours à l'arrière.
La Prelude, première du nom dispose d'une tenue de route très importante, bien aidée grâce à son centre de gravité bas et ses deux barres anti-roulis.
Avec 900 kg sur la balance, la XR n'est pas ridicule avec ses 18,7 s au 400 m DA et plus de 155 km/h de vitesse de pointe.
Fin 1979, une nouvelle finition T fait son apparition et en janvier 1980, le toit ouvrant est modifié, passant d'un toit en acier à une vitre teintée. Au milieu de l'année 1980, Honda apporte des changements supplémentaires à son coupé :
Le moteur EK est modifié et passe de 90 à 95 ch. Équipé d'un catalyseur, il dispose du sigle CVCC II tandis que la boite Hondamatic passe à 3 vitesses.
Fin d'année 1981, on célèbre la sortie de la version XXR, nouveau haut de gamme des Prelude. Peinture bi-ton, jante au dessin spécifique, 4 freins à disques (ventilés à l'avant). Profitant de cette nouveauté, les planches de bord et l'instrumentation de toutes les versions sont retravaillées, tout comme le système audio (le tuner change de place) et le bloc EK reçoit deux petits chevaux supplémentaires.
Arrivée en France en 1979, elle fut équipée du moteur 1,6 L (non CVCC) de 80ch avec boites manuelle et automatique (Hondamatic). Ce moteur de type EL équipera la majeure partie des pays européens.
Aux États-Unis, le 1,8 L EK CVCC développera 72 puis 75 ch.

### Caractéristiques du véhicule
| Modèle européen              | Modèle européen                                   |
| ---------------------------- | ------------------------------------------------- |
| Prelude SN                   | 1.6                                               |
| Moteur                       | 4 cylindres en ligne SOHC 8 soupapes              |
| Cylindrée                    | 1 590 cm3                                         |
| Taux de compression          | 8,4:1                                             |
| Puissance maxi               | 80 ch / 59 kW (à 5 300 tr/min)                    |
| Couple maxi                  | 12,65 DaN (à 3 500 tr/min)                        |
| Poids                        | 920 kg                                            |
| Poids total roulant autorisé | 2 160 kg (avec remorque de 800 kg munie de frein) |
| Vitesse maxi                 | 162 km/h                                          |
| 0 - 100 km/h                 | 13,8 s                                            |
| Longueur/Largeur/Hauteur     | 4 090 mm / 1 635 mm / 1 295 mm                    |
| Dimensions pneumatique       | 175/70 R13 - 155 SR 13                            |
| Capacité réservoir           | 50 litres                                         |
| Consommation urbaine         | BVM : 9,7 L/100 km, BVA : 9,4 L/100 km            |
| Consommation extra-urbaine   | BVM : 8,9 L/100 km, BVA : 10,6 L/100 km           |
| Consommation mixte           | BVM : 6,4 L/100 km, BVA : 7,7 L/100 km            |

### Prelude Cabriolet
Sur les deux continents, des conversions cabriolet officielles seront également disponibles : Les Prelude Solaire aux États-Unis et Tropic en Allemagne (vendu en concession).
Cent exemplaires ont été convertis à l'état neuf par la société Santa Ana en Californie et ont été vendus par les concessionnaires Honda américains avec une garantie complète. Ce modèle est très recherché et extrêmement rare à l'heure actuelle.
Sa production et sa vente se voient arrêtées pour être remplacée dès novembre 1982 par la seconde génération de Honda Prelude.

## Deuxième génération (1983 - 1987)
La Prelude de deuxième génération est sortie au Japon le 25 novembre 1982 et dans le monde entier au printemps 1983. Montée sur une toute nouvelle plateforme, la Prelude était initialement disponible avec un moteur à double carburateur A18A ou ET-2, 1,8 L à 12 soupapes, produisant 105 ch (77 kW). Au Japon, en Asie et en Europe, elle est ensuite devenue disponible avec un moteur PGM-FI de 2 litres à DACT 16 soupapes (JDM = BA1, EU = BA2) bien que ce moteur ne soit sorti en Europe qu'en 1986. Le JDM B20A produisait 160 ch (118 kW) à 6 300 tr/min, tandis que le B20A1 européen ne produisait que 137 ch (102 kW). C'était la première génération de Prelude à avoir des phares escamotables, ce qui permettait un clip avant plus aérodynamique, réduisant la traînée. Cependant, l'ouverture des phares, surtout à des vitesses plus élevées, produisait beaucoup plus de traînée. La conception n'a rien retenu de la première génération, étant considérablement plus aérodynamique et avec de grandes surfaces vitrées. Comme avec sa devancière, elle était amplement équipée, avec un air de "mini-gran turismo" plutôt que celui d'une voiture de sport. Elle offrait également en option l'ALB, le nouveau système de freins antiblocage de Honda.
Au Japon, la Prelude était l'un des modèles clés vendus dans les canaux de vente des concessionnaires japonais Honda, appelés Honda Verno, qui proposaient des produits axés sur la performance. Tous les produits Honda Verno, comme la Vigor, partageaient initialement les phares dissimulés introduits avec cette génération Prelude qui permettraient d'identifier les produits «sportifs» de Honda au Japon, mais l'approche fut de courte durée. Le modèle avec le moteur de 2,0 litres était considéré comme la voiture de haute gamme au Japon car les acheteurs japonais étaient redevables d'une taxe de circulation annuelle plus élevée que la voiture avec le moteur de 1,8 litre. Le 1,8 L japonais était CVCC et affichait 125 ch (92 kW), bien plus que les modèles d'exportation.
Lorsque le moteur DACT de 2 litres à 16 soupapes est sorti, le capot a dû être légèrement modifié car le plus gros moteur ne pouvait pas rentrer sous le capot d'origine. Le moteur original de 1,8 litre a été développé spécifiquement pour la Prelude afin de permettre une ligne de capot basse, même en inclinant le moteur vers l'arrière pour le rendre encore plus bas. La version européenne a également subi de légères modifications des feux arrière et des pare-chocs avant et arrière révisés qui étaient désormais de couleur assortie. En raison du poids assez faible de la voiture (1 025 kg) et de sa puissance élevée (le moteur à 16 soupapes produisait 160 ch ou 118 kW en version japonaise), la voiture était relativement agile par rapport à ses concurrents, ce que la plupart des Prélude n'avaient pas été jusqu'à ce moment-là.
Le modèle nord-américain de 1983 est identifiable par ses jantes en acier peintes de série avec des anneaux de finition brillants (bien que les jantes en alliage soient en option). Les modèles de base 1984-87 avaient des enjoliveurs complets de style Civic. Au Canada, une garniture «Édition spéciale» a été créée, qui est essentiellement la même que le modèle «sport injecté» USA 2.0Si. L'injection de carburant a été introduite dans les modèles «Si» en 1985. Les 1.8 nord-américains offraient 100 ch (75 kW), tandis que le dernier 2.0 avait 110 ch (82 kW).
Cette version de la Prelude était beaucoup plus populaire en Grande-Bretagne que son prédécesseur et se vendait bien à une époque où les voitures de sport perdaient de la popularité et de nombreux fabricants se retiraient de ce secteur de marché; y compris Ford, qui n'a pas remplacé la Capri après sa disparition en 1986, même si elle avait été l'une des dix nouvelles voitures les plus populaires de Grande-Bretagne aussi récemment qu'en 1980. La gamme européenne se composait à l'origine de la base Prelude, sans direction assistée, et le modèle EX bien équipé était également disponible avec une transmission automatique et l'ABS.

## Troisième génération (1988 - 1991)
Honda décide de lancer une troisième génération qui fera son apparition au Japon en mars 1987 avec une allure générale conservée, des phares escamotables, des larges bandes de feux arrière, une vision du conducteur couverte à 339°. Quatre modèles sont proposés au client : 2.0XL, 2.0XR, 2.0XX et 2.0Si.
À l’image du toit ouvrant teinté, la direction assistée est dorénavant de série sur toute la gamme.
Les vitres et rétroviseurs électriques ainsi que le cruise control équipent de leur côté la 2.0XX et 2.0Si uniquement.
Celles-ci se démarquent des autres finitions par des pare-chocs peints couleur carrosserie, tandis que la 2.0Si bénéficie en plus de feux anti-brouillard et de sièges baquet sport avec réglage des lombaires côté conducteur.
Comme le suggèrent les appellations, le moteur 1,8 L est mis au rebut pour être remplacé par différentes variantes de B20A dans toutes les « 3G ».
La 2.0Si reste la seule à profiter de la culasse DOHC 16v et de l’injection électronique (145 ch), les autres devant se contenter d’un simple arbre à cames SOHC et de 2 carburateurs (110 ch). Le BA DOHC « black top » est dorénavant incliné de 18° vers l’arrière, contre 15° sur la « 2G », pour réduire encore l’encombrement et contribuer au capot très bas. Son collecteur deux étages « PGM-FI » qui régule le débit d’air selon le régime, apporte du couple dès les premiers tours et une grande souplesse d’utilisation.
Boîte manuelle et boîte automatique sont disponibles sur cette nouvelle génération.
Question châssis, outre un empattement plus important, le coupé jouit de la double triangulation, cette fois-ci à l’avant comme à l’arrière. Les quatre roues de 13 ou 14 pouces, disposent de disques (ventilés à l’avant) et l’ALB est reconduit en option sur la majorité des modèles.

### Le 4WS
Le système 4WS (four wheel steering) vaut à la Prélude le titre de première voiture de grande production au monde dotée de quatre roues directrices.
Dix ans ont été nécessaires à la mise au point de cette technique, qui permet au coupé des changements de direction à vive allure très sécurisants et des manœuvres à basse vitesse réalisées dans un mouchoir de poche.
Concrètement, les roues arrière braquent dans la même direction que les roues avant ou dans le sens contraire selon l’angle du volant (virages rapides avec roues dans le même sens, virages serrés avec les roues dans le sens contraire). Cela est rendu possible par la liaison entièrement mécanique du boîtier de direction avant au boîtier arrière via un arbre de transmission central.

### Édition spéciale
Honda sort deux versions limitées en 1988 et 1989 :
- La F1 special Edition (DOHC, même équipement que la 2.0Si mais avec les sièges et le volant en cuir)
- La Prestige black (SOHC ou DOHC, de couleur noire avec siège spécifique et poste radio CD)

### 3G phase 2
En novembre 1989, les concessions accueillent les Prélude 3g restylées (phase 2).
Elle dispose d'un nouveau pare-chocs, de clignotants à glace claire et d'un panneau central arrière remanié. Le design de l’habitacle est redessiné.

### Si TCV
De plus, alors que la 2.0XR est supprimée, les Japonais découvrent l’inédite Si TCV, avec un dispositif de contrôle de la traction (TCS), différentiel à glissement limité, 4WS, l’ALB. Autre point de vue important, l’arrivée des Prélude INX, des modèles à la finition plus luxueuse et aux phares non rétractables façon Accord/Integra. La gamme spécifique, est constituée des XX, Si et Si SRS (avec airbag).

### Si States
Fin 1990, Honda commercialise sur le marché Japonais la Prélude Si States, série limitée à 3 000 exemplaires prenant pour référence les modèles nord-américains. Cette auto est motorisée par un inédit 2,1 L (B21A DOHC de 145 ch) dont elle est la seule à disposer.
La dotation de série est extrêmement soignée : boîte auto, 4WS, ALB, volant et pommeau en cuir, sièges chauffants, rétroviseurs rabattables électriquement, meilleures insonorisation, climatisation avec console numérique…
Enfin, quelques mois avant la fin de la commercialisation de ses Prélude « 3G », Honda présentera une dernière série limitée, la XX Special Edition (cuir, etc.).

### Modèles étrangers
À l’étranger, les premiers modèles arrivent fin 1987. En France, trois versions sont proposées a 2.0EX, la 2.0EX 4WS (moteur B20A4 12v bi-carbu de 114 ch, avec boîte 5MT et 4AT) et la 2.0i 16S 4WS (moteur B20A7 DOHC 16v injection de 150 ch boîte 5MT). L’ALB est toujours de la partie et de série sur les versions munies des 4 roues directrices.
La 2.0i-16 4WS est très bien équipée de la direction assistée, des vitres et rétroviseurs électriques, de la fermeture centralisée et d'un essuie-glace arrière.
La climatisation et le cuir (siège, volant et garnitures) figurent au catalogue des options.
En Europe, plusieurs séries limitées verront le jour, à l’image de l'énigmatique Grand Prix suisse ou des Classic Edition et Sound Edition allemandes. Aux États-Unis, la 2.0S (moteur B20A3 carbu 104 ch) et la 2.0 Si (B20A5 DOHC injection 135 ch) constitueront l’essentiel de la gamme avant l’année 1990 où viendra s’ajouter la 2.1 Si (B21A1 DOHC injection 140 ch).
Le 4WS sera en option sur les Si uniquement.

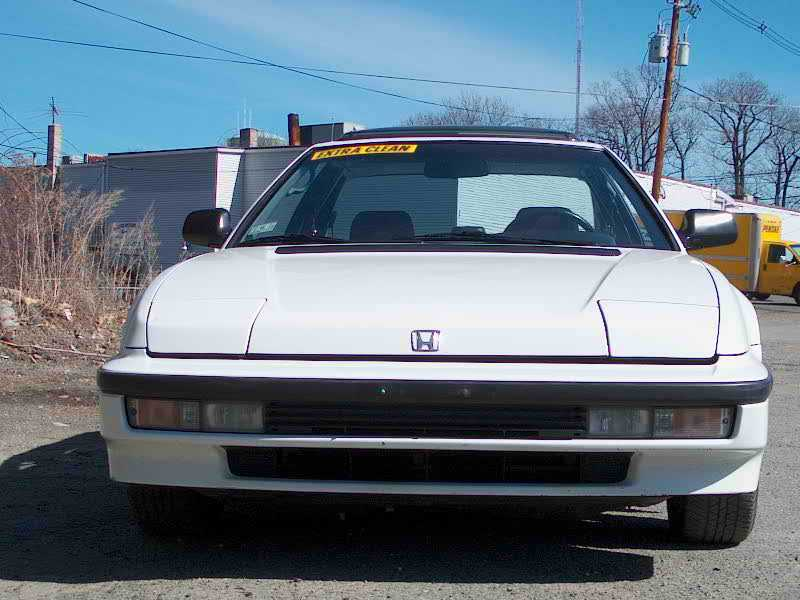
90-91 Pare-chocs avant (phase 2)
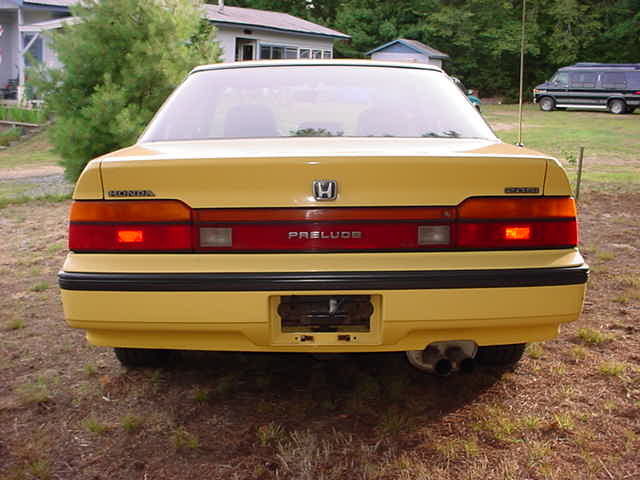
88-89 Pare-chocs et feux arrière (phase 1)
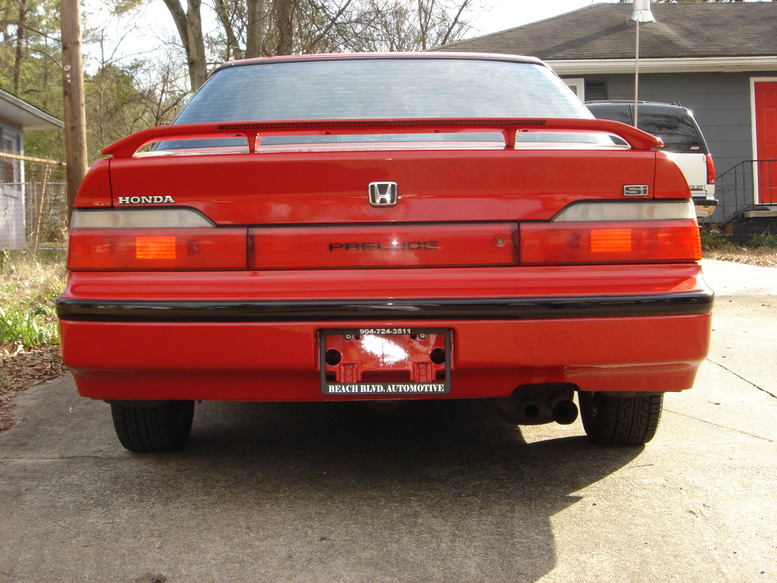
90-91 Pare-chocs, feux arrière et aileron (phase 2)

### Motorisations
| Modèle     | Cylindrée            | Puissance  | Pays                       |
| ---------- | -------------------- | ---------- | -------------------------- |
| B20A/B20A1 | 2.0 DOHC PGM-FI      | 143/160 ch | (Japon/Europe)             |
| B20A3      | 2.0 SOHC carbu (12v) | 104 ch     | Canada/US                  |
| B20A4      | 2.0 SOHC carbu (12v) | 114 ch     | Non US                     |
| B20A5      | 2.0 DOHC PGM-FI      | 135 ch     | Canada/US                  |
| B20A6      | 2.0 DOHC PGM-FI      | 142 ch     | Australie/Nouvelle-Zélande |
| B20A7      | 2.0 DOHC PGM-FI      | 150 ch     | Europe                     |
| B20A8      | 2.0 DOHC PGM-FI      | 133 ch     | Europe                     |
| B20A9      | 2.0 DOHC PGM-FI      | 140 ch     | Europe                     |
| B21A       | 2.1 DOHC PGM-FI      | 145 ch     | Japon (SiStates)           |
| B21A1      | 2.1 DOHC PGM-FI      | 140 ch     | Canada/US                  |

PGM-FI = Programmed fuel injection (en)

## Quatrième génération (1992 - 1996)
La quatrième génération de Prelude a été introduite au Japon et en Europe à partir du début de 1992. 
La voiture avait une répartition du poids de 58% à l'avant et de 42% à l'arrière. Le système de direction à quatre roues a été remplacé par une version électronique.
La cylindrée du moteur 4 cylindres est passée de 2,1 litres à 2,2 litres pour le modèle de base "S" (moteur SOHC F22A1, 133 ch à 5200 tr/min, 203 N⋅m à 4000 tr/min) et pour le modèle "VTEC" (DOHC VTEC H22A1, 187 ch à 6800 tr/min, 207 N⋅m à 5 500 tr/min), La "Si" est équipée d'un 2,3 litres (DOHC H23A1, 158 ch à 5 800 tr/min, 212 N⋅m à 5 300 tr/min). 
De plus, un modèle 2.0i à simple arbre à cames en tête (SOHC) a été lancé en Europe, d'une puissance de 133 ch. En raison des dimensions en largeur et de la cylindrée du moteur dépassant les réglementations gouvernementales japonaises pour les véhicules classés comme «compacts», cette génération obligeait les propriétaires japonais à des taxes annuelles.
Ce modèle a également marqué la fin des phares escamotables. L'arrière était arrondi et assez haut par rapport à la ligne de coffre carrée précédente. Le carénage avant de la voiture est devenu plus large avec des phares fixes. Le toit ouvrant en verre a fait place à un toit ouvrant coulissant en acier qui ne se rétractait plus dans la voiture mais s'étendait au-dessus de celle-ci.
Le rétroéclairage bleu clair introduit dans la troisième génération a été maintenu. Les modèles ultérieurs (1994 et suivants) comportaient également des aiguilles de compteur de vitesse et de tachymètre translucides. Tous les modèles VTEC et SE étaient équipées d'un intérieur en cuir. Un système audio à 8 haut-parleurs (Gathers DSP 8-speaker System) comprenait également un haut-parleur central monté sur le tableau de bord et un subwoofer central arrière, tandis que la version américaine ne recevait que 7 haut-parleurs (haut-parleur central du tableau de bord non inclus). La version japonaise comprenait également un système de climatisation numérique. La version canadienne a reçu certaines options qui n'étaient pas disponibles aux États-Unis. Par exemple, la Prelude japonaise avait des rétroviseurs rabattables électriquement ainsi qu'un essuie-glace arrière, tandis que le marché canadien était celui qui avait des rétroviseurs chauffants et des sièges chauffants en option. Le modèle japonais était livré avec des accessoires Honda Access en option tels que des porte-skis Typus, des lumières sous le tableau de bord, des couvre-appuie-tête, un filtre à habitacle et des tapis de sol. Le Prelude de quatrième génération partage également certains composants de suspension avec la Honda Accord de cinquième génération (1994–97).

### Modèles et disponibilités
| Modèle            | Moteur | Moteur | Moteur | Direction | Code du châssis | Pays  | Pays | Pays   | Pays   | Pays      |
| Modèle            | Code   | C/R    | Power  | Direction | Code du châssis | Japon | USA  | Canada | Europe | Australie |
| ----------------- | ------ | ------ | ------ | --------- | --------------- | ----- | ---- | ------ | ------ | --------- |
| Si                | F22B   | 9,5:1  | 160 ch | 2WS       | BA8             | ✔️    | ❌   | ❌     | ❌     | ❌        |
| Si                | F22B   | 9,5:1  | 160 ch | 4WS       | BA9             | ✔️    | ❌   | ❌     | ❌     | ❌        |
| Si VTEC           | H22A   | 10,6:1 | 200 ch | 2WS       | BB4             | ✔️    | ❌   | ❌     | ❌     | ❌        |
| Si VTEC           | H22A   | 10,6:1 | 200 ch | 4WS       | BB1             | ✔️    | ❌   | ❌     | ❌     | ❌        |
| S                 | F22A1  | 8,8:1  | 133 ch | 2WS       | BA8             | ❌    | ✔️   | ❌     | ❌     | ❌        |
| Si                | H23A1  | 9,8:1  | 160 ch | 2WS       | BB2             | ❌    | ✔️   | ❌     | ❌     | ❌        |
| Si                | H23A1  | 9,8:1  | 160 ch | 4WS       | BB2             | ❌    | ✔️   | ❌     | ❌     | ❌        |
| SE (1995)         | H23A1  | 9,8:1  | 160 ch | 2WS       | BB2             | ❌    | ✔️   | ❌     | ❌     | ❌        |
| VTEC (93-96)      | H22A1  | 10,0:1 | 190 ch | 2WS       | BB1             | ❌    | ✔️   | ❌     | ❌     | ❌        |
| Prelude           | F22A1  | 8,8:1  | 133 ch | 2WS       | BA8             | ❌    | ❌   | ✔️     | ❌     | ❌        |
| SR                | H23A1  | 9,8:1  | 160 ch | 2WS       | BB2             | ❌    | ❌   | ✔️     | ❌     | ❌        |
| SR                | H23A1  | 9,8:1  | 160 ch | 4WS       | BB2             | ❌    | ❌   | ✔️     | ❌     | ❌        |
| SR-V (93-96)      | H22A1  | 10,0:1 | 190 ch | 2WS       | BB1             | ❌    | ❌   | ✔️     | ❌     | ❌        |
| 2.0i              | F20A4  | 9,5:1  | 133 ch | 2WS       | BB3             | ❌    | ❌   | ❌     | ✔️     | ❌        |
| 2.3i              | H23A2  | 9,8:1  | 160 ch | 2WS       | BB2             | ❌    | ❌   | ❌     | ✔️     | ❌        |
| 2.3i              | H23A2  | 9,8:1  | 160 ch | 4WS       | BB2             | ❌    | ❌   | ❌     | ✔️     | ❌        |
| 2.2i VTEC (93-96) | H22A2  | 10,0:1 | 185 ch | 2WS       | BB1             | ❌    | ❌   | ❌     | ✔️     | ❌        |
| 2.2i VTEC (93-96) | H22A2  | 10,0:1 | 185 ch | 4WS       | BB1             | ❌    | ❌   | ❌     | ✔️     | ❌        |
| CV/S              | F22A1  | 8,8:1  | 131 ch | 2WS       | BA8             | ❌    | ❌   | ❌     | ❌     | ✔️        |
| Si                | H23A1  | 9,8:1  | 160 ch | 4WS       | BB2             | ❌    | ❌   | ❌     | ❌     | ✔️        |
| SRS (91-93)       | H23A1  | 9,8:1  | 160 ch | 4WS       | BB2             | ❌    | ❌   | ❌     | ❌     | ✔️        |
| VTi-R (94-96)     | H22A1  | 10,0:1 | 190 ch | 4WS       | BB1             | ❌    | ❌   | ❌     | ❌     | ✔️        |

1993 a été la dernière année où le nom "Si-VTEC" (BB4) a été utilisé, et à partir de 1994, il a été raccourci en "VTEC" et est resté ainsi tout au long de la génération. Dans certains pays, la Prelude avec moteur 4 cylindres 2.2 DOHC VTEC s'appelait VTi-R. Plus tard, la Prelude Si / SR de 1996 a été introduit avec un moteur 4 cylindres de 2,3 DACT. Au Canada, le Si s'appelait le SR et le VTEC s'appelait le SR-V. 
Désormais très rare d'origine, cette génération a paradoxalement énormément souffert de sa réputation de fiabilité, en faisant d'elle l'une des proies favorites des amateurs de tuning qui se sont souvent acharnés sur elle.

## Cinquième génération (1997 - 2001)
Honda dessine une nouvelle fois sa Prelude et l'introduit sur le marché japonais dès novembre 1996. La précédente mouture n'ayant pas rencontré le succès escompté, il est décidé de corriger le tir en reprenant le concept de la « 3G » modèle de 1987 à 1991 en prenant en compte l'augmentation globale des dimensions.
Contrairement à la Prelude « 4G », elle arbore des blocs optiques verticaux à l'avant et effilés à l'arrière et retrouve un toit ouvrant vitré. Retour aux sources avec un tableau de bord au style plus classique.
La gamme est entièrement renouvelée et composée désormais des Prelude, Xi, Si, SiR, et Type S dotée de série de l'airbag conducteur et passager, de vitres avant et rétroviseurs électriques, de la direction assistée, du régulateur de vitesse (pour les modèles BB8 (2.2VTI) et BB6 (VTI-S) en France), etc. Un système de navigation avec DVD est proposé en option.
La nouvelle Honda Prelude est sortie en boîte manuelle et également avec une nouvelle boîte automatique. De type S-Matic à 4 rapports, elle est typée sport et pilotée électriquement : en déplaçant le levier vers la gauche, Honda donne accès à un passage manuel des vitesses (comme pour la « 4G »), le système 4WS ne sera disponible que sur les versions 2.2VTI. Tout comme les versions japonaises, l'ABS et le double airbag, entre autres, seront de série sur toute la gamme.
Comme le Honda Prelude 4G, les exemplaires de 5G exempts de toute modification sont rares. Ces exemplaires prendront de la valeur, de manière  significative, une 5G 2.0 est revendue aux alentours de 5000€ pour 200 000 km d'après Classictrends.
Bien que motorisées au Japon par des blocs 2,2 litres, chaque finition dispose de son propre moteur :
- La Xi et son F22B SOHC de 135 ch
- La Si et son F22B DOHC de 160 ch
- La SiR et son H22A DOHC de 200 ch
- La SiR S-Spec et son H22A DOHC de 220 ch

Pour son arrivée en Europe, la Prelude verra le H23 (2.3i) disparaitre du catalogue des moteurs disponibles de son ancienne génération pour ne proposer que deux versions :
- La 2.0i Avec son F20A4 SOHC de 134 ch
- La 2.2VTI avec son H22A5 DOHC VTEC de 185 ch

Certains pays auront la joie de voir au catalogue, le moteur H22A8 de 200 ch à partir de 1999.
| Modèle     | Moteur                      | Moteur        | Moteur        | Direction | Code Châssis | Marchés | Marchés | Marchés | Marchés | Marchés   |
| Modèle     | Code moteur                 | R/V           | Puissance     | Direction | Code Châssis | Japon   | USA     | Canada  | Europe  | Australie |
| ---------- | --------------------------- | ------------- | ------------- | --------- | ------------ | ------- | ------- | ------- | ------- | --------- |
| SCoupe     | F22B                        | 8,8:1         | 135 ch        | 2WS       | BB5          | ✔️      | ❌      | ❌      | ❌      | ❌        |
| Si         | F22B                        | 9,2:1         | 160 ch        | 2WS       | BB5          | ✔️      | ❌      | ❌      | ❌      | ❌        |
| Si         | F22B                        | 9,2:1         | 160 ch        | 4WS       | BB7          | ✔️      | ❌      | ❌      | ❌      | ❌        |
| SiR        | H22A                        | 10,6:1        | 200 ch        | 2WS       | BB6          | ✔️      | ❌      | ❌      | ❌      | ❌        |
| SiR        | H22A                        | 10,6:1        | 200 ch        | 4WS       | BB8          | ✔️      | ❌      | ❌      | ❌      | ❌        |
| SiR S-spec | H22A                        | 11,0:1        | 220 ch        | 2WS       | BB6          | ✔️      | ❌      | ❌      | ❌      | ❌        |
| Type S     | H22A                        | 11,0:1        | 217 ch        | 2WS       | BB6          | ✔️      | ❌      | ❌      | ❌      | ❌        |
| Base       | H22A4                       | 10,0:1        | 200 ch        | 2WS       | BB6          | ❌      | ✔️      | ✔️      | ❌      | ❌        |
| Type SH    | H22A4                       | 10,0:1        | 200 ch        | 2WS       | BB6          | ❌      | ✔️      | ✔️      | ❌      | ❌        |
| SE         | H22A4                       | 10,0:1        | 200 ch        | 2WS       | BB6          | ❌      | ❌      | ✔️      | ❌      | ❌        |
| 2.0i       | F20A4                       | 9,5:1         | 133 ch        | 2WS       | BB9          | ❌      | ❌      | ❌      | ✔️      | ❌        |
| 2.2 VTi    | H22A5 (97-98) H22A8 (99-01) | 10,0:1 11,0:1 | 185 ch 200 ch | 2WS       | BB6          | ❌      | ❌      | ❌      | ✔️      | ❌        |
| 2.2 VTi    | H22A5 (97-98) H22A8 (99-01) | 10,0:1 11,0:1 | 185 ch 200 ch | 4WS       | BB8          | ❌      | ❌      | ❌      | ✔️      | ❌        |
| 2.2 VTi-S  | H22A5 (97-98) H22A8 (99-01) | 10,0:1 11,0:1 | 185 ch 200 ch | 2WS       | BB6          | ❌      | ❌      | ❌      | ✔️      | ❌        |
| Si         | F22Z6                       | 10,0:1        | 160 ch        | 2WS       | BB5          | ❌      | ❌      | ❌      | ❌      | ✔️        |
| VTi-R      | H22A4 (97-98) H22Z1 (99-01) | 10,0:1        | 200 ch        | 2WS       | BB6          | ❌      | ❌      | ❌      | ❌      | ✔️        |
| ATTS       | H22A4 (97-98) H22Z1 (99-01) | 10,0:1        | 200 ch        | 2WS       | BB6          | ❌      | ❌      | ❌      | ❌      | ✔️        |

### VTI-S
Une version 2.2 VTI-S (vendu à moins de 50 exemplaires en France) sera également disponible.
Cette version est assez similaire à la version Type S nippone (même apparence, finition, etc.) bénéficiera du fameux ATTS (voir Type S), mais ne sera équipée que du H22A5 de 185 ch de sa consœur 2.2VTI.

### Prelude Motegi
Appelée Motegi, en l'honneur du circuit d'automobile double anneau de Motegi situé dans le quartier Haga, Tochigi au Japon.
Piste construite en 1997 par Honda pour ramener la IndyCar au Japon.
La Prelude Motegi présentait un Kit OEM avec, kit carrosserie, suspension rabaissée sport -30 mm, roues 17 pouces en aluminium et insigne sur la malle arrière Motegi.
Tous ces éléments étaient en options sur les modèles non-Motegi, à l'exception de l'insigne de la malle arrière.

### Type S
Bien que dépourvue de boîte automatique, la Type S, sortie au Japon, est incontestablement la plus désirée sur cette nouvelle génération. Dès sa sortie, elle nous montre son H22A avec son couvre-culasse rouge comme sur les Honda Type-R. Les 220 ch sont obtenus grâce à des arbres à cames plus agressifs, à une forme de piston et à un taux de compression plus élevé que sur le H22A standard (11:1 contre 10,6:1), au papillon d'admission encore plus grand, à la boîte à air moins restrictive ou encore à l'échappement retravaillé.
Grâce à tous ces efforts, cette nouvelle génération, passe sous la barre des 7 secondes au 0-100 km/h.
Elle est également la seule à profiter d'un système ABS plus perfectionné et d'un différentiel actif unique baptisé "ATTS" (Active Torque Transfer System). Ce système révolutionnaire géré électroniquement (une première mondiale) répartit le couple sur le train avant en fonction de l'angle de braquage et de la pression sur l'accélérateur en agissant sur la roue extérieure au virage. Plus efficace en conduite sportive que le 4WS, cet ATTS est un réel atout pour le pilotage.
Un habillage spécifique équipe également la Type-S qui se voit dotée d'un becquet arrière et de jantes 16 pouces au dessin spécifique, une lame avant, un volant et pommeau en cuir avec surpiqûres rouges, des garnitures de sièges spécifiques et des touches de carbone dans l'habitacle.

### SiR S Spec
En 1998, une nouvelle finition SiR S Spec, inspirée de la Type-S voit le jour. Équipée du même moteur à couvre-culasse rouge de 220 ch, elle aura pour caractéristique un différentiel à glissement limité remplaçant l'ATTS. Une version entre la SiR et la Type-S.
Trois ans après la commercialisation de cette nouvelle génération, Honda met un terme à la fabrication et à la vente de sa Prelude, marquant ainsi, la fin de la lignée Prelude, vieille de 23 ans.